# Biography: The Greatest Hits
A Biography: The Greatest Hits Lisa Stansfield brit énekes-dalszerző első válogatásalbuma, melyet az Arista Records jelentetett meg 2003. február 3-án. Az album 17 dalt tartalmaz, slágereket és ritka dalokat, úgy mint: az All Around the World, This Is the Right Time, Change, All Woman, The Real Thing, és a Never, Never Gonna Give You Up. Az album kedvező elismerésben részesült a zenekritikusok körében, és 3. helyezést ért el az Egyesült Királyságban, valamint arany minősítéssel rendelkezik.

## Előzmények
2001 júniusában megjelent a Face Up című stúdióalbum, az Arista Records jóvoltából, majd a "Biography: The Greatest Hits" 2003 februárjában. Négy hónappal később a kiadó az összes Stansfield albumot remaszterelt kiadásban megjelentette bónusz dalokkal. A "The Complete Collection" című válogatást szintén ekkor jelentették meg. A So Natural című harmadik stúdióalbumról három dal: In All the Right Places, So Natural, és a Little Bit of Heaven.

## Tartalom
A "Biography: The Greatest Hits" európai kiadásra három dalt tartalmaz az Affection című első stúdióalbumról: This Is the Right Time, All Around the World, és a Live Together című dalokat. A Real Love című második albumról négy dal került fel a lemezre: A Change, All Woman, Time to Make You Mine, és a Set Your Loving Free. Két dal a Lisa Stansfield albumról két dal: The Real Thing, Never, Never Gonna Give You Up, valamint egy dal - Let's Just Call It Love - a Face Up című 5. stúdióalbumról. Az albumon szerepel továbbá a Coldcuttal közös People Hold On című dal is, mely Stansfield stúdióalbumjaira nem került fel, csupán a Coldcut What's That Noise? című albumán szerepel. A Down in the Depths a Red Hot + Blue című jótékonysági lemezen található eredetileg. A Someday (I'm Coming Back) a Több mint testőr című filmzene albumon jelent meg először, valamint szerepel az albumon a These Are the Days of Our Lives című Queen dal feldolgozása is a Five Live EP-ről. Az Észak-Amerikai kiadáson a You Can't Deny It című dalt, valamint a Never Gonna Fall című dal helyett a "Little Bit of Heaven" és a "Set Your Loving Free" című felvétel szerepel. Európában egy korlátozott bónusz remix CD is kiadásra került, és a lemezzel egyidejűleg DVD-n is megjelent az anyag, mely tartalmazza Stansfield videoklipjeit is.

## Kislemezek
Az album nem tartalmaz új dalokat. Az Arista Records promóciós kislemezeket adott ki a Norty Cotto által készített "All Around the World" című dal feldolgozásaival. A dal az Egyesült Államokban jelent meg 2003. április 28-án, és 34. helyezést ért el a Billboard Hot Dance Club Songs slágerlistán. Készült egy Junior Vasquez remix is, melyek szerepelnek a "Face Up" deluxe kiadásán is, valamint a "The Collection 1989-2003" című lemezen is.

## Kritikák
| Értékelések |           |
| Értékelő    | Értékelés |
| AllMusic    | [ 1 ]     |

Az album pozitív értékelést kapott a zenekritikusoktól. Heather Phares az AllMusic kritikusa az 5 csillagból 4.5 csillagot adott az albumra, és azt mondta, hogy kötelező a rajongók számára, és az alkalmi hallhatóknak is érdemes rászánni az időt.

## Sikerek
A válogatásalbum az Egyesült Királyság albumlistáján a 3. helyig jutott. Olaszországban a 4. helyre került, és a belga albumlistán is legjobb helyezést érte el. Az album az Egyesült Királyságban arany minősítést szerzett. Spanyolországban a DVD kiadás a 20. helyre került a listán.

## Számlista
| #   | Cím                                                             | Szerző(k)                                             | Producer(ek)                | Hossz |
| --- | --------------------------------------------------------------- | ----------------------------------------------------- | --------------------------- | ----- |
| 1.  | Change (edit)                                                   | Lisa Stansfield, Ian Devaney, Andy Morris             | Devaney, Morris             | 4:33  |
| 2.  | Someday (I'm Coming Back)                                       | Stansfield, Devaney, Morris                           | Devaney, Morris             | 4:56  |
| 3.  | This Is the Right Time                                          | Stansfield, Devaney, Morris                           | Coldcut                     | 4:30  |
| 4.  | The Real Thing                                                  | Stansfield, Devaney                                   | Devaney, Peter Mokran       | 4:18  |
| 5.  | People Hold On (featuring Coldcut)                              | Stansfield, Matt Black, Jonathan More                 | Coldcut                     | 3:58  |
| 6.  | In All the Right Places (edit)                                  | Stansfield, Devaney, Morris, John Barry               | Devaney, Morris             | 5:16  |
| 7.  | So Natural                                                      | Stansfield, Devaney                                   | Devaney                     | 5:05  |
| 8.  | Time to Make You Mine (edit)                                    | Stansfield, Devaney, Morris                           | Devaney, Morris             | 4:10  |
| 9.  | Live Together (edit)                                            | Stansfield, Devaney, Morris                           | Devaney, Morris             | 4:35  |
| 10. | Little Bit of Heaven                                            | Stansfield, Devaney                                   | Devaney                     | 4:27  |
| 11. | Set Your Loving Free (edit)                                     | Stansfield, Devaney, Morris                           | Devaney, Morris             | 4:09  |
| 12. | Let's Just Call It Love (edit)                                  | Stansfield, Devaney, Richard Darbyshire               | Devaney                     | 3:59  |
| 13. | Never, Never Gonna Give You Up (edit)                           | Barry White                                           | Devaney, Mokran             | 3:51  |
| 14. | These Are the Days of Our Lives (with Queen and George Michael) | Freddie Mercury, Brian May, Roger Taylor, John Deacon | George Michael, Queen       | 4:43  |
| 15. | Down in the Depths                                              | Cole Porter                                           | Devaney, Morris, Stansfield | 4:27  |
| 16. | All Woman                                                       | Stansfield, Devaney, Morris                           | Devaney, Morris             | 5:16  |
| 17. | All Around the World                                            | Stansfield, Devaney, Morris                           | Devaney, Morris             | 4:22  |

| 1.  | Change                                                          | Devaney, Morris             | 4:33 |
| 2.  | Someday (I'm Coming Back)                                       | Devaney, Morris             | 4:56 |
| 3.  | This Is the Right Time                                          | Coldcut                     | 4:30 |
| 4.  | The Real Thing                                                  | Devaney, Mokran             | 4:18 |
| 5.  | People Hold On (featuring Coldcut)                              | Coldcut                     | 3:58 |
| 6.  | In All the Right Places                                         | Devaney, Morris             | 5:16 |
| 7.  | So Natural                                                      | Devaney                     | 5:05 |
| 8.  | Time to Make You Mine                                           | Devaney, Morris             | 4:10 |
| 9.  | Live Together                                                   | Devaney, Morris             | 4:35 |
| 10. | You Can't Deny It (edit)                                        | Devaney, Morris             | 4:20 |
| 11. | Never Gonna Fall (edit)                                         | Devaney, Mokran             | 4:35 |
| 12. | Let's Just Call It Love                                         | Devaney                     | 3:59 |
| 13. | Never, Never Gonna Give You Up                                  | Devaney, Mokran             | 3:51 |
| 14. | These Are the Days of Our Lives (with Queen and George Michael) | Michael, Queen              | 4:43 |
| 15. | Down in the Depths                                              | Devaney, Morris, Stansfield | 4:27 |
| 16. | All Woman                                                       | Devaney, Morris             | 5:16 |
| 17. | All Around the World                                            | Devaney, Morris             | 4:22 |

| 1. | Change (Knuckles mix)                         | Devaney, Morris, Frankie Knuckles        | 6:25 |
| 2. | Never, Never Gonna Give You Up (Knuckles mix) | Devaney, Mokran, Knuckles                | 8:41 |
| 3. | People Hold On (Dirty Rotten Scoundrels mix)  | Coldcut, Dirty Rotten Scoundrels         | 6:11 |
| 4. | The Line (Black Science Orchestra mix)        | Devaney, Mokran, Black Science Orchestra | 5:58 |
| 5. | 8-3-1 (David Morales club mix long intro)     | Devaney, David Morales                   | 8:28 |
| 6. | Never Gonna Fall (Junior Vasquez mix)         | Devaney, Mokran, Junior Vasquez          | 8:24 |

| 1. | Change (Knuckles mix)                         | Devaney, Morris, Knuckles                | 6:25 |
| 2. | Never, Never Gonna Give You Up (Knuckles mix) | Devaney, Mokran, Knuckles                | 8:41 |
| 3. | People Hold On (Dirty Rotten Scoundrels mix)  | Coldcut, Dirty Rotten Scoundrels         | 6:11 |
| 4. | The Line (Black Science Orchestra mix)        | Devaney, Mokran, Black Science Orchestra | 5:58 |
| 5. | 8-3-1 (David Morales club mix long intro)     | Devaney, Morales                         | 8:28 |
| 6. | Never Gonna Fall (Junior Vasquez mix)         | Devaney, Mokran, Vasquez                 | 8:24 |
| 7. | Baby Come Back                                | Devaney, Mokran                          | 3:34 |

## DVD számlista
| 1. Coldcut feat. Lisa Stansfield – People Hold On 2. Lisa Stansfield – This Is The Right Time 3. Lisa Stansfield – This Is The Right Time (US version) 4. Lisa Stansfield – All Around The World 5. Lisa Stansfield – Live Together 6. Lisa Stansfield – Change 7. Lisa Stansfield – All Woman 8. Lisa Stansfield – Time To Make You Mine 9. Lisa Stansfield – Set Your Loving Free 10. Lisa Stansfield – Someday (I'm Coming Back) 11. Lisa Stansfield – Down In The Depths 12. Lisa Stansfield – In All The Right Places 13. Lisa Stansfield – So Natural 14. Lisa Stansfield – Little Bit Of Heaven 15. Lisa Stansfield – These Are The Days Of Our Lives 16. Lisa Stansfield – The Real Thing 17. Lisa Stansfield – Never, Never Gonna Give You Up 18. Lisa Stansfield – Let's Just Call It Love | - Lisa Stansfield with Barry White – All Around The World - Lisa Stansfield – Change (US version) - Lisa Stansfield – What Did I Do To You? (live) - Lisa Stansfield – A Little More Love (live) - Lisa Stansfield – Change (live) - Lisa Stansfield – People Hold On (live) - Lisa Stansfield – Suzanne (live) - Out-takes |

## Slágerlista
| Slágerlista (2003)                         | Legjobb helyezés |
| ------------------------------------------ | ---------------- |
| Belgium (Ultratop Flandria)                | 37               |
| Európa (Top 100)                           | 16               |
| Németország (Offizielle Top 100)           | 46               |
| Írország (IRMA)                            | 42               |
| Olaszország (FIMI Album Top 20)            | 4                |
| Egyesült Királyság (Scottish Albums)       | 7                |
| Spanyolország (PROMUSICAE)                 | 43               |
| Svájc (Schweizer Hitparade Top 100 Albums) | 58               |
| Egyesült Királyság (UK Albums Chart)       | 3                |
| Egyesült Királyság (UK R&B Albums)         | 5                |

| Slágerlista (2003)       | Helyezések |
| ------------------------ | ---------- |
| Olaszország (Hit Parade) | 70         |
| Egyesült Királyság (OCC) | 123        |

## Kiadási előzmények
| Régió            | Dátum             | Label  | Formátum | Katalógus              |
| ---------------- | ----------------- | ------ | -------- | ---------------------- |
| Európa           | 2003. február 3.  | Arista | CD       | 74321 98954 2          |
| Európa           | 2003. február 3.  | Arista | 2CD      | 82876 50222 2          |
| Egyesült Államok | 2003. február 18. | Arista | CD       | 07822 10616 2          |
| Ausztrália       | 2003. február 24. | Arista | CD       | 74321 98954 2          |
| Japán            | 2003. március 26. | Arista | 2CD      | BVCA-28003～BVCA-28004 |